# 6076 Plavec
6076 Plavec eller 1980 CR är en asteroid i huvudbältet som upptäcktes den 14 februari 1980 av den slovakiske astronomen L. Brožek vid Kleť-observatoriet. Den är uppkallad efter den tjeckiske astronomen Miroslav Plavec.
Asteroiden har en diameter på ungefär 17 kilometer och den tillhör asteroidgruppen Rafita.